# Peaky Blinders (série télévisée)
Pour les articles homonymes, voir Peaky Blinders.
The Immortal Man (film)
Peaky Blinders est une série télévisée britannique en 36 épisodes d'environ 55 minutes créée par Steven Knight et diffusée entre le 12 septembre 2013 et le 3 avril 2022 sur BBC Two, puis sur BBC One pour la cinquième et sixième saison.
La série narre l'histoire d'une famille de criminels de la communauté de gitans, interprétée par Cillian Murphy, Helen McCrory, Paul Anderson et Joe Cole. Surnommés les « Peaky Blinders », ils ont la mainmise sur Birmingham et ses environs dans l'entre-deux-guerres. Saluée pour son aspect cinématographique, la complexité de ses personnages et l'interprétation des acteurs, ainsi que pour son utilisation d'une musique volontairement anachronique, la série a reçu une majorité de critiques positives.
En France, elle est diffusée depuis le 12 mars 2015 sur Arte. Au Canada, elle est diffusée en français depuis le 7 septembre 2016 sur la chaîne Unis.
La série est également diffusée sur Netflix et Prime Video.
Le créateur de la série, Steven Knight, a confirmé qu'il finalise le scénario d'un long métrage. Les acteurs Cillian Murphy (Thomas Shelby) et Paul Anderson (Arthur Shelby) reprendraient ainsi leur rôle. Selon Knight, le début du tournage aurait lieu en 2024, pour une sortie prévue en 2025. Il s'intitulera The Immortal Man. Entre-temps, Cillian Murphy et Adrian Brody (présent dans la saison 4) obtiennent tous deux l'oscar du meilleur acteur consécutivement en 2024 et 2025.

## Synopsis
Fondée sur l'histoire du gang des Peaky Blinders, actif à la fin du XIXe siècle, cette série suit un groupe de gangsters de Birmingham à partir de 1919. Cette bande, emmenée par l'ambitieux et dangereux Thomas Shelby et formée de sa fratrie, pratique le racket, la protection, la contrebande d'alcool et de tabac et les paris illégaux. Un vol d'armes automatiques, dont ils sont les premiers soupçonnés, pousse Winston Churchill à dépêcher sur place l'inspecteur en chef Chester Campbell, officier de la police royale irlandaise et adepte de méthodes expéditives.
Au fil des saisons, la famille va étendre son influence et devenir plus puissante. Mais ils rencontrent de nouveaux ennemis sur leur chemin et de nombreuses difficultés qu'ils devront surmonter. Mais à force de monter de plus en plus haut, la chute risque d'être importante pour la famille...

## Distribution

### Acteurs principaux
- Cillian Murphy (VF : Rémi Bichet) : Thomas « Tommy » Shelby
- Helen McCrory (VF : Isabelle Leprince puis Claudine Grémy) : Elizabeth « Polly » Gray (née Shelby) (saisons 1 à 5)
- Paul Anderson (VF : Cyrille Monge) : Arthur Shelby, Jr.
- Sophie Rundle (VF : Audrey Sablé) : Ada Thorne (née Shelby)
- Joe Cole (VF : Jonathan Amram puis Sébastien Boju) : John Shelby (saisons 1 à 4)
- Annabelle Wallis (VF : Ingrid Donnadieu) : Grace Shelby (née Burgess), la première épouse de Thomas Shelby (saisons 1 à 3 ; 5)
- Natasha O'Keeffe (VF : Marie Diot) : Lizzie Shelby (née Starke), la seconde épouse de Thomas Shelby
- Finn Cole (VF : Bruno Méyère) : Michael Gray (saisons 2 à 6)
- Harry Kirton (VF : Brice Ournac) : Finn Shelby (saisons 2 à 6)
- Aimee-Ffion Edwards (VF : Fily Keita) : Esme Shelby (née Lee), l’épouse de John Shelby (saisons 1 à 4 et 6)
- Kate Phillips (VF : Bénédicte Bosc) : Linda Shelby, l'épouse d'Arthur Shelby (saisons 3 à 6)
- Ned Dennehy (VF : Yann Pichon) : Charlie Strong
- Packy Lee (VF : Fabrice Lelyon) : Johnny Dogs
- Ian Peck (VF : Antoine Tomé) : Curly

Photos des acteurs principaux :
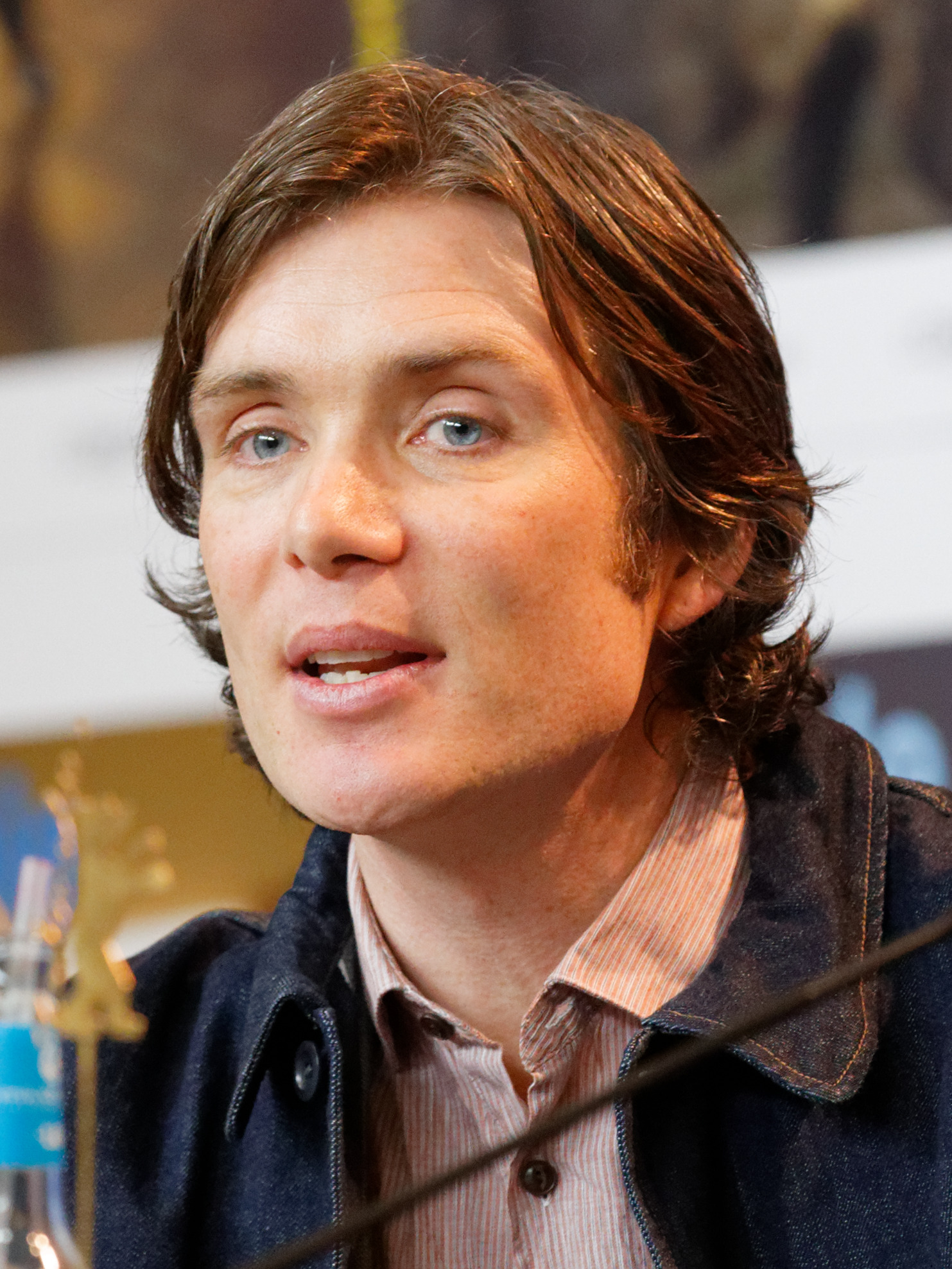
Cillian Murphy interprète Thomas « Tommy » Shelby
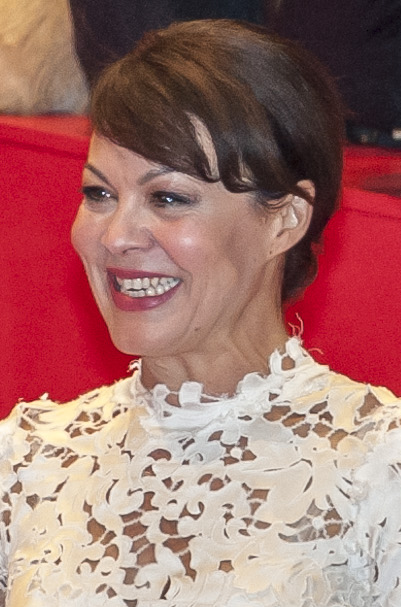
Helen McCrory interprète Elizabeth « Polly » Gray
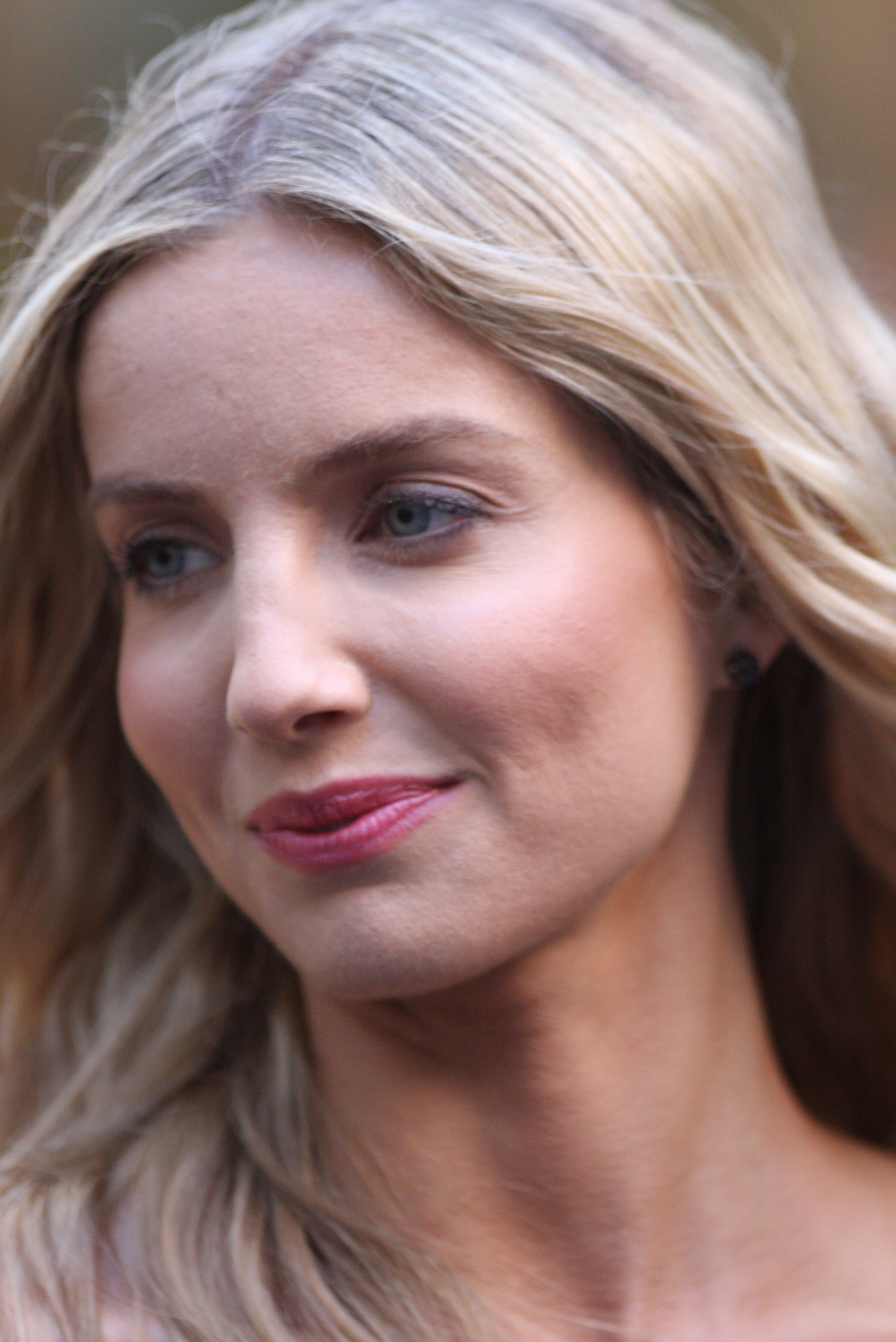
Annabelle Wallis interprète Grace Burgess

### Acteurs récurrents
- Benjamin Zephaniah (VF : Namakan Koné) : Jeremiah Jesus
- Jordan Bolger (VF : Nathanel Alimi) (saisons 2 à 4) puis Daryl McCormack (VF : Martial Le Minoux) (saisons 5 et 6) : Isaiah Jesus (saisons 2 à 6)
- Tom Hardy (VF : Stéphane Pouplard) : Alfie Solomons (saisons 2 à 6)
- Tony Pitts (en) (VF : Boris Rehlinger) : Sergent Moss (saisons 1 à 4)

### Acteurs invités
Saison 1
- Sam Neill (VF : Féodor Atkine) : Chester Campbell (saisons 1 et 2)
- Iddo Goldberg (VF : Jérôme Pauwels) : Freddie Thorne
- Charlie Creed-Miles (VF : Philippe Valmont) : Billy Kimber
- Samuel Edward-Cook (VF : Anatole de Bodinat) : Danny Whizz-Bang Owen
- Tommy Flanagan : Arthur Shelby Sénior
- Andy Nyman : Winston Churchill
- Neil Bell (en) : Harry Fenton
- David Dawson (VF : Jean-Marco Montalto) : Roberts
- Lobo Chan (en) : M. Zhang
- Alfie Evans-Meese : Finn Shelby

Saison 2
- Noah Taylor : Darby Sabini
- Charlotte Riley (VF : Marie Chevalot) : May Carleton (saisons 2 et 4)
- Sam Hazeldine : Georgie Sewell
- Richard McCabe : Winston Churchill
- Adam El Hagar : Ollie
- Jeffrey Postlethwaite : Henry Russell

Saison 3
- Paddy Considine (VF : Marc Bretonnière) : Père John Hughes
- Alexander Siddig (VF : Tanguy Goasdoué) : Ruben Oliver
- Gaite Jansen (VF : Émilie Rault) : Tatiana Petrovna
- Dina Korzun : Duchesse Izabella
- Jan Bijvoet (VF : Boris Rehlinger) : Grand-Duc Leon Petrovna

Saison 4
- Aidan Gillen (VF : Yann Guillemot) : Aberama Gold (saisons 4 et 5)
- Adrien Brody (VF : Laurent Natrella) : Luca Changretta
- Charlie Murphy (VF : Jessica Monceau) : Jessie Eden (saisons 4 et 5)
- Jack Rowan (VF : Jean-Marco Montalto) : Bonnie Gold (saisons 4 et 5)
- Kingsley Ben-Adir (VF : Namakan Koné) : Colonel Ben Younger (saisons 4 et 5)
- Pauline Turner (VF : Christine Braconnier) : Frances (saisons 4 à 6)

Saison 5
- Anya Taylor-Joy (VF : Zina Khakhoulia) : Gina Gray (saisons 5 et 6)
- Sam Claflin (VF : Stéphane Ronchewski) : Oswald Mosley (saisons 5 et 6)
- Neil Maskell : Winston Churchill (saisons 5 et 6)
- Charlene McKenna (VF : Sophie Planet) : Laura McKee (saison 6, invitée saison 5)
- Brian Gleeson (VF : Emmanuel Karsen) : Jimmy McCavern
- Elliot Cowan (VF : Boris Rehlinger) : Michael Levitt
- Kate Dickie (VF : Sophie Planet) : mère supérieure
- Andrew Koji (VF : Alan Aubert) : Brilliant Chang
- Emmett J. Scanlan : Billy Grade
- Cosmo Jarvis (VF : Boris Rehlinger) : Barney

Saison 6
- Amber Anderson (VF : Juliette Degenne) : Diana Mitford
- James Frecheville (VF : Boris Rehlinger) : Jack Nelson
- Stephen Graham (VF : Jérôme Pauwels) : Hayden Stagg
- Conrad Khan (VF : Kylian Trouillard) : Erasmus « Duke » Shelby

- Version française
  - Studio de doublage : MFP[3]
  - Direction artistique : Viviane Ludwig
  - Adaptation : Anne Estève, Charlotte Loisier, Perrine Dézulier, Laurent Modigliani, Florence Curet et Raphaële Sambardier

## Production

### Développement
Sam Neill a demandé aux acteurs irlandais James Nesbitt et Liam Neeson de l'aider à parfaire son accent nord-irlandais pour le rôle de Chester Campbell. Finalement, à la suite de la signature de la série pour le marché américain, il a dû y renoncer.
La chanson du générique est Red Right Hand de Nick Cave and the Bad Seeds. La musique de Nick Cave, des Arctic Monkeys, des White Stripes ainsi que celle de PJ Harvey ont également été utilisées dans le reste des épisodes.
Le 26 mai 2016, BBC renouvelle la série pour une quatrième et cinquième saison. La quatrième saison est diffusée à partir du 15 novembre 2017 sur BBC Two.
Le créateur de la série Steven Knight annonce en mai 2018 que la série comptera au total sept saisons, et se terminera avec le premier raid aérien sur Birmingham en 1939.
À la fin de la saison 3, BBC Two a renouvelé la série pour deux saisons supplémentaires (4 et 5). Le premier épisode de la cinquième saison a été présenté en avant-première le 18 juillet 2019 à 17 h 45[réf. nécessaire]. Cette saison se déroule durant la Grande Dépression de 1929 avec un Thomas Shelby impliqué en politique. Elle est diffusée depuis le 25 août 2019 sur BBC One. Elle est disponible en France depuis le 4 octobre 2019 avec sa diffusion sur Netflix, ainsi que sur la chaine Arte depuis le 24 octobre 2019 (et sur la plateforme replay de la chaine à partir du 7 novembre 2019),.
En 2021, le créateur de la série Steven Knight annonce qu'après la diffusion de la dernière saison, une adaptation en long-métrage serait en préparation dès 2023.
Le 16 avril 2021, la série se voit endeuillée par la perte d'Helen McCrory, décédée de suites d'un cancer.

### Tournage
La première saison a été tournée à Birmingham, Bradford, Dudley, Leeds et Liverpool. Les séquences de train ont été tournées entre Keighley et Damems (en),.

### Musique
Les titres utilisés dans la série sont commercialisés en décembre 2019 dans un coffret contenant 2 CDs.

### Fiche technique
- Titre original : Peaky Blinders
- Création : Steven Knight
- Réalisation : Otto Bathurst, Tom Harper, Colm McCarthy (saison 2)
- Scénario : Steven Knight, Toby Finlay et Stephen Russell
- Musique : Mearl
- Photographie : George Steel, Simon Dennis et Peter Robertson
- Montage : Christopher Barwell, Mark Eckersley, Matthew Cannings et Mark Davis
  - Générique : Red Right Hand de Nick Cave and the Bad Seeds
- Production : Katie Swinden

Production déléguée : Caryn Mandabach, Greg Brenman, Steven Knight, Jamie Glazebrook et Frith Tiplady
- Sociétés de production : Caryn Mandabach Productions et Tiger Aspect Productions
- Sociétés de distribution : Endemol UK (Royaume-Uni)
- Pays d'origine : Royaume-Uni
- Langue originale : anglais
- Nombre de saisons : 6
- Nombre d'épisodes : 36
- Durée des épisodes : 55 minutes
- Genre : Drame historique
- Dates de diffusion :
  - Royaume-Uni : depuis le 12 septembre 2013 sur BBC Two
  - France : depuis le 12 mars 2015 sur Arte
- Classification : Déconseillé aux moins de 12 ans
- Version française
  - Société de doublage : MFP[18],[19]
  - Direction artistique : Viviane Ludwig[19]
  - Adaptation des dialogues : Laurent Modigliani, Anne Estève, Raphaële Sambardier, Perrine Dézulier[19]

Source VF : RS Doublage et Doublage Séries Database

## Diffusion
À ses débuts en 2013, la série était exclusivement diffusée au Royaume-Uni, sur les chaînes de la BBC. La plateforme américaine Netflix a par la suite récupéré les droits de diffusion, la série est devenue par alors, disponible dans le monde entier. En France, elle est diffusée également en clair depuis le 12 mars 2015 sur Arte,. Au Canada, elle est diffusée en français depuis le 7 septembre 2016 sur la chaîne Unis.

## Épisodes

### Première saison (2013)
Small Heath, Birmingham, 1919. Tommy Shelby est un vétéran décoré de la Première Guerre mondiale. Avec sa fratrie, il est à la tête d'un gang, les Peaky Blinders, ainsi nommés, car ils dissimulent des lames de rasoir dans les visières de leurs casquettes pour aveugler ou réduire au silence les témoins de leurs actes. Cette bande pratique le racket, la protection, la contrebande d'alcool et de tabac et les paris illégaux. Le nouveau projet de Tommy Shelby est d'étendre les activités de paris hippiques détenus par Billy Kimber. Il va voir une sorcière chinoise afin que son cheval gagne la course suivante. Celui-ci gagne les deux premières courses et perd la troisième. Kimber pense que les Peaky Blinders truquent les courses sans son autorisation et empiètent sur son territoire. Bientôt, le clan des Lee, des travellers irlandais avec qui Tommy et Arthur ont eu un accrochage sur la route du champ de foire, déclare la guerre aux Shelby. En dépouillant les bookmakers de Kimber, les Lee sont considérés comme des ennemis du clan de Kimber. Quand Kimber et ses hommes de mains débarquent un soir au pub Le Garrison pour régler leur compte aux frères Shelby, Tommy lui explique que lui aussi est en guerre contre les Lee et qu'ils pourraient donc unir leurs forces. Kimber décide alors de passer un accord avec Tommy afin de neutraliser ensemble les Lee lors de la course suivante à Cheltenham. Arthur Shelby comprend alors que, depuis le début, Tommy a en tête un plan et a provoqué les Lee volontairement pour entrer en guerre contre eux et se rapprocher ainsi de Kimber. Le plan de Tommy fonctionne parfaitement. Après avoir affronté les Lee à la suite de son accord avec Kimber, il se retourne contre ce dernier, en nouant une nouvelle alliance avec les Lee en mariant son frère John à Esme Lee, ce qui scelle les deux familles et met fin à la guerre. Tommy se débarrasse alors de Kimber et récupère les paris hippiques légaux d'une bonne partie de l'Angleterre. Les Shelby rachètent par ailleurs le pub Garrison au nom d'Arthur, pour blanchir leurs futures activités de paris et pour faire plaisir à Arthur qui, bien qu'il soit l'ainé de la fratrie Shelby, a cédé petit à petit sa place de chef de gang à Tommy.
Pendant ce temps-là, Winston Churchill charge l'inspecteur en chef Chester Campbell, officier de la police royale irlandaise, adepte des méthodes expéditives, de ramener l'ordre à Birmingham. Les usines de la ville sont en proie à des grèves organisées par les communistes, dont l'un des meneurs n'est autre que Freddie Thorne (un ami des Shelby fiancé en secret à leur sœur Ada). Un vol de Lewis (des armes automatiques) a lieu et les hommes des Peaky Blinders sont soupçonnés par erreur. C'est le début des ennuis pour les Shelby alors que l'inspecteur Campbell arrive en poste. Celui-ci passe à tabac le frère aîné Arthur et place au Garrison une jeune irlandaise protestante, Grace, en tant que serveuse. Elle attire l'attention de Tommy dont elle comprend qu'il est le chef des Peaky Blinders. Ce dernier doit faire passer pour mort son frère d'armes Danny qui a tué un membre de la pègre italienne lors d'une crise de syndrome post-traumatique. Grâce à une supercherie de Tommy, Danny parvient à quitter clandestinement Birmingham. Tommy avait prévu d'abandonner les armes volées involontairement, mais il décide finalement de les garder afin de négocier avec Campbell.
Alors que Tommy et Arthur Shelby se rendent à la foire pour acheter un nouveau cheval, l'inspecteur lance une perquisition dans toutes les maisons du quartier pour arrêter les communistes tout en laissant croire qu'il a été informé par les Peaky Blinders. Freddy est obligé de quitter la ville. L'inspecteur fait passer un message à Polly, la tante des Shelby : il veut rencontrer Tommy, le véritable chef des Peaky Blinders, afin de récupérer les armes. En réponse aux actions de la police, le gang incite le quartier à brûler des portraits du roi. Cet événement oblige Churchill à calmer l'inspecteur Campbell sur les perquisitions. Après avoir appris que sa sœur est enceinte de son ami Freddy, Tommy négocie avec l’inspecteur un accord pour qu'il laisse les Peaky Blinders tranquilles en échange des armes. S'il ne respecte pas l'accord, les Shelby enverront les armes à l'IRA, que l'inspecteur a combattue à Belfast pendant des années. L'inspecteur accepte. Le soir, Tommy doit abattre son nouveau cheval blessé. Il se rend ensuite au bar et invite Grace à la course de chevaux à laquelle doit assister également Billy Kimber. Alors qu'Ada quitte Birmingham, Freddie, prévenu par Tommy la rejoint. Il la demande en mariage et ils retournent tous deux en ville.
L'IRA, ayant été informée par la rumeur que les Peaky Blinders possédaient des armes, envoie deux hommes rencontrer Tommy et Arthur dans leur bar. Les deux frères nient le vol. Grace, dont le père a été tué à Belfast par cette organisation, suit l'un des hommes de l'IRA et se voit forcée de le tuer. L'IRA, pense les Peaky Blinders responsables. La nouvelle du retour de Freddie en ville se répand et la police exige de Tommy qu'il le livre ainsi que sa sœur Ada. Le jour de la course, le plan de Tommy se déroule comme prévu, les Lee venus dépouiller les bookmakers de Kimber se font à leur tour dépouiller par les Peaky Blinders qui remettent l'argent à Kimber. Les Peaky Blinders assurent désormais la sécurité des champs de courses de Kimber et obtiennent également une part mineure dans ses activités. Kimber veut que Grace, venue avec Tommy, couche avec lui. Tommy la sauve in extremis, en prétendant qu'elle est porteuse de la syphilis.
Plus tard, les frères Shelby se réunissent au Garrison et apprennent que leur frère John veut se marier avec Lizzie, une prostituée que Tommy a fréquentée à son retour de la guerre. Au même moment, les frères Lee cambriolent le bookmaker des Peaky Blinders en représailles des évènements du champ de courses de Cheltenham. En partant, les Lee piègent la voiture de Tommy, mais ce dernier déjoue l'attentat de justesse. Tommy rencontre le clan des Lee pour lui proposer une alliance afin de renverser Kimber. Grâce à Ada et Polly, il rencontre l'inspecteur Campbell afin de lui donner l'adresse d'un leader du parti communiste, Stanley Chapman, en échange de l'abandon de la traque de Freddie Thorne. L'inspecteur arrête Chapman mais tente, en dépit de sa parole, d'extorquer l'adresse de Freddie à Chapman au cours d'un violent interrogatoire. Chapman meurt sans parler. Le clan Shelby décide au même moment de garder les armes volées, le temps de renverser Kimber. Ce dernier est satisfait du travail des Peaky Blinders et leur donne l'autorisation de tenir une boutique de paris de courses hippiques légalisée. Bien qu'il ait découvert que Grace mentait sur son passé, Tommy l'engage comme comptable, et l'embrasse. Le lendemain, la guerre entre les Shelby et les Lee est terminée, car John (dont le projet de mariage avec Lizzie est finalement annulé) se marie avec Esme, la fille des Lee. Une grande fête a lieu en leur honneur, mais est perturbée par Ada, prise des douleurs de l'accouchement. Tommy promet à Freddy qu'il peut aller voir Ada et son enfant sans être inquiété par la police. Cependant, informé par Grace, l'inspecteur le fait arrêter. Cela rend folles de rage Ada et Polly qui croient que Tommy les a trahies.
Arthur retrouve son père qu'il n'a pas vu depuis de nombreuses années, mais ce dernier l'escroque à nouveau. Pendant ce temps-là, deux nouveaux membres de l'IRA viennent pour venger la mort de leur cousin tué neuf mois plus tôt par Grace. Grace intervient et abat l'un d'eux tandis que l'autre est tué par Tommy. Le lieutenant de police Moss, au service des Shelby, fait le ménage. Grace, qui a compris que la tombe de Danny abrite les armes volées, transmet cette information à l'inspecteur Campbell et lui fait jurer de ne pas inquiéter Tommy. Les armes étant récupérées, la mission de Grace va s'achever et Campbell la demande en mariage, ce qu'elle décline. L'inspecteur débarque au Garison pour arrêter Tommy, se parjurant à nouveau. Grace aide Tommy à s'enfuir et l'amène chez elle, où ils font l'amour.
L'inspecteur Campbell annonce à Tommy qu'il va quitter la ville et qu'il aura le cœur brisé lorsqu'il apprendra la vérité sur Grace. Peu après, Tommy charge Danny de faire évader Freddie. Le plan de Tommy est simple : pendant la course à Worcester, les Peaky Blinders et les Lee élimineront la bande de Billy Kimber pour prendre sa place. Les Kimber, informés par l'inspecteur grâce aux renseignements de Grace, arrivent devant le bar pour abattre les Peaky Blinders. Polly, ayant compris que Grace était une taupe, la chasse. L'affrontement entre le clan Kimber et les Peaky Blinders tourne court grâce à Ada qui s'interpose entre les deux bandes avec son bébé. Billy Kimber blesse Tommy et tue Danny qui protégeait son ami. Tommy descend alors Kimber. Le clan Peaky Blinders est vainqueur et peut ouvrir la troisième société de paris de courses hippiques, tandis que les hommes de main de Kimber se retirent. Le soir, alors que les Peaky Blinders fêtent la victoire, Tommy a le cœur brisé. Sur le quai de la gare, l'inspecteur Campbell pointe son arme sur la tête de Grace.

#### Liste des épisodes
| Titre     | Réalisation   | Scénario                      | Diffusion originale | Audience au Royaume-Uni (en millions) |
| --------- | ------------- | ----------------------------- | ------------------- | ------------------------------------- |
| Épisode 1 | Otto Bathurst | Steven Knight                 | 12 septembre 2013   | 3,05                                  |
| Épisode 2 | Otto Bathurst | Steven Knight                 | 19 septembre 2013   | 2,45                                  |
| Épisode 3 | Otto Bathurst | Steven Knight                 | 26 septembre 2013   | 2,20                                  |
| Épisode 4 | Tom Harper    | Steven Knight Stephen Russell | 3 octobre 2013      | 2,31                                  |
| Épisode 5 | Tom Harper    | Steven Knight Toby Finlay     | 10 octobre 2013     | 2,03                                  |
| Épisode 6 | Tom Harper    | Steven Knight                 | 17 octobre 2013     | 2,24                                  |

### Deuxième saison (2014)
La deuxième saison a été commandée peu après la diffusion de la première. Diffusée à l'automne 2014, elle accueille Tom Hardy et Noah Taylor.
Tommy décide de rester à Birmingham, au lieu de rejoindre Grace à Londres comme elle le lui avait suggéré avant son départ. Au même moment, celle-ci est tenue en joue par l'inspecteur Campbell à la gare. Elle réplique en lui tirant dessus avec son arme dissimulée dans son sac, blessant gravement l’inspecteur.
En 1922, deux ans plus tard, les Peaky Blinders enterrent Freddie Thorne, mort de la grippe espagnole. Depuis qu’ils ont la mainmise sur les paris hippiques, les affaires des Shelby sont florissantes. Tommy a des projets d'expansion pour leurs affaires (en particulier des paris hippiques) à Londres où vit à présent sa sœur Ada. Il en fait part le lendemain à la famille. Tommy veut profiter de la guerre des gangs entre les juifs dirigés par Alfie Solomons, avec qui il compte s'allier, et les Italiens de Sabini. En revenant de l'enterrement, les Shelby constatent que leur bar, le Garrison, a explosé. Tommy pense que c’est l’IRA qui a pu commettre le forfait. Il part donc rencontrer des membres de l’organisation pour leur demander ce qu'ils veulent de lui. Ces derniers lui confient une mission. Le soir, afin de leur laisser le champ libre, Tommy demande au sergent Moss de la police de dégager le secteur pour la nuit. Ce dernier lui annonce que Campbell (muté aux services secrets et devenu commandant) revient à Birmingham. Campbell veut en fait utiliser Tommy pour une mission avant de s'en débarrasser. Pendant ce temps-là, Polly, désireuse de connaître le sort de sa fille, qui lui a été enlevée des années plus tôt par les services sociaux, est escroquée par une médium gitane.
Le lendemain, après avoir enterré un homme en rapport avec les Irlandais, les Shelby se rendent à Londres afin de rencontrer les Sabini et faire connaître leurs intentions. En représailles, les Italiens s'en prennent à Tommy et à Ada. Les Italiens qui étaient au courant de leur plan leur déclarent la guerre. Campbell intervient avec la police pour sauver Tommy blessé et le transporter à l'hôpital. Il lui fait savoir qu'il a une mission à lui faire accomplir pour le pays. Tommy, qui n’est toujours pas rétabli, s'échappe de l'hôpital et rejoint Londres en péniche afin de pouvoir se remettre de ses blessures en sécurité. Il espère rencontrer Alfie Solomons à Camden Town pour parler affaires et l'aider à gagner la guerre contre Sabini, les juifs étant en infériorité. On apprend que Solomons était en fait le patron de Billy Kimber (tué à la fin de la saison précédente). Son territoire appartient désormais aux Shelby, ce qui a provoqué un début de perte de marchés au profit de Sabini. Après avoir menacé de tuer Tommy, Solomons accepte l'alliance.
À Birmingham, les Shelby aident leur tante Polly à retrouver ses enfants. Son fils Michael est retrouvé, mais sa fille Anna est morte. Pendant ce temps, à Londres, Ada s'installe dans sa nouvelle maison achetée par Tommy. Ce dernier écrit une lettre au ministre Churchill pour éviter d'être éventuellement sacrifié lors de sa mission qui consiste à commettre un assassinat. Il en profite pour demander une autorisation d'exportation de produits manufacturés vers les autres continents : en fait de l'alcool caché dans des caisses d'automobiles principalement destinées aux États-Unis, alors en pleine prohibition. Entre-temps, Arthur connaît des crises de violence post-traumatiques et tue un jeune homme lors d'un combat de boxe. La réouverture du Garrison donne lieu à une fête.
Dans le cadre de l'alliance avec Solomons, Tommy et ses frères engagent des hommes de main pour aider Solomons en les faisant passer pour des boulangers. Ils engagent également des jeunes hommes qui n'ont jamais été arrêtés et qui sont prêts à se dénoncer contre rémunération, ceci afin que la police laisse les Peaky Blinders et les juifs tranquilles tout en effectuant des arrestations. L'un des jeunes hommes, qui s'est fait arrêter comme convenu, est égorgé dans la prison par les hommes de Sabini. En représailles, les Peaky Blinders envoient des hommes se faire enfermer à la prison afin de retrouver les geôliers à la solde des Italiens, puis de les tuer à leur tour. Entre-temps, Tommy va acheter un nouveau cheval lors d'une vente aux enchères pour le faire courir au Derby d'Epsom qui doit avoir lieu le jour de l’opération contre Sabini. Durant cette vente, Tommy échappe à une tentative d'assassinat et rencontre la belle May Carleton qui était intéressée par le même cheval que lui. Ils s'associent pour entraîner le cheval pour la course et entament par la suite une relation.
Tommy Shelby en apprend plus sur la mission de Campbell et des Irlandais qui sont à ses ordres et qu’il soupçonne d'être à l'origine de l'incendie de son bar . Par ailleurs, il découvre l'identité de la personne à tuer. Tommy refuse dans un premier temps et explique que l'un des Irlandais est un espion toujours en guerre contre la couronne. Une fois l'espion abattu, Tommy accepte la mission : tuer un haut gradé. Pendant ce temps, les Shelby s'en prennent au cabaret des Sabini à Londres, tandis que Michael Gray, le fils de Polly, commence à rentrer dans les affaires de la famille. Tommy annonce qu'ils se lancent dans l'exportation de whisky vers les États-Unis en partenariat avec les juifs.
Malheureusement, les affaires des Shelby prennent du plomb dans l'aile avec la trahison de Salomons. Celui-ci a décidé de faire la paix avec Sabini afin de chasser les Peaky Blinders de Londres. Ils commencent par piéger Arthur qui est arrêté pour meurtre. Parallèlement, la police arrête Michael, ce qui permet à Campbell de faire pression sur Tommy. Pour obtenir la libération de son fils, Polly rencontre Campbell qui la force à coucher avec lui. Pendant ce temps, Tommy recontacte Grace, qui s'est mariée entretemps et ils recommencent à se fréquenter. Après une vaine tentative, Tommy fait savoir à Campbell qu'il tuera à sa manière le haut gradé, connu pour des actes de barbaries lors de la guerre contre l'IRA, lors du derby.
Le jour du derby d'Epsom est arrivé. Tommy écrit ses confessions révélant l'opération de Campbell et qui seraient transmises à Churchil s'il venait à mourir. Tommy réussit à faire sortir Arthur de prison avec l'aide de Solomons avec qui il renouvelle l'alliance (dans une ambiance tendue) et en lui laissant 35% des parts des Shelby dans l'alcool. Tomme prétend durant leur conversation avoir fait sauter le Garrison afin de toucher l'assurance. Le plan de Tommy est simple : il va tuer le haut gradé pour détourner l'attention des policiers, permettant aux Peaky Blinders et aux Lee d'attaquer le gang de Sabini sans intervention de la Police. Il fait appel à Lizzie pour séduire le haut gradé afin que Tommy puisse le tuer après un duel intense en faisant passer ce meurtre pour une vengeance de l'IRA. Le plan est en marche, pendant que la police est à la recherche des meurtriers du haut gradé tout en protégeant le roi, les Sabini sont mis hors-jeu par les Lee et les Peaky Blinders. Mais Campbell a fait appel à trois de ses hommes pour capturer Tommy et l'emmener dans un champ où une tombe a été creusé. Pensant être sur le point d'être abattu, Tommy a la surprise de voir un des trois hommes tuer ses deux autres comparses, puis de lui annoncer qu'il lui laisse la vie sauve car Churchill lui contactera ultérieurement pour lui confier une autre mission. Entre-temps, Campbell est tué par Polly qui lui dit « faut pas baiser les Peaky Blinders ». Les Peaky Blinders ont encore gagné et fêtent leur victoire.
Pendant la course, Grace a annoncé à Tommy qu'elle était enceinte de lui. Il décide de rompre avec May, pour se fiancer avec Grace.

#### Liste des épisodes
| Titre     | Réalisation   | Scénario      | Diffusion originale | Audience au Royaume-Uni (en millions) |
| --------- | ------------- | ------------- | ------------------- | ------------------------------------- |
| Épisode 1 | Colm McCarthy | Steven Knight | 2 octobre 2014      | 2,31                                  |
| Épisode 2 | Colm McCarthy | Steven Knight | 9 octobre 2014      | 2,18                                  |
| Épisode 3 | Colm McCarthy | Steven Knight | 16 octobre 2014     | 2,20                                  |
| Épisode 4 | Colm McCarthy | Steven Knight | 23 octobre 2014     | 2,06                                  |
| Épisode 5 | Colm McCarthy | Steven Knight | 30 octobre 2014     | 2,10                                  |
| Épisode 6 | Colm McCarthy | Steven Knight | 6 novembre 2014     | 2,24                                  |

### Troisième saison (2016)
Le lendemain de la diffusion du dernier épisode de la saison 2, BBC Two annonce le retour de la série pour une troisième saison. Elle est diffusée depuis le 5 mai 2016.
1924, deux ans après avoir été sauvé par un homme de Churchill qui aura besoin de lui plus tard, Tommy Shelby se marie avec Grace. Dans le même temps, ils ont eu un fils du nom de Charlie et se sont installés dans une propriété du Warwickshire. Arthur fréquente désormais Linda, avec qui il aura bientôt un enfant. Lors de la fête du mariage, Tommy ordonne à son clan de rester correct envers la famille de Grace, principalement des militaires. Il est à ce moment-là contacté par une comtesse russe via un de ses hommes. À la demande de Churchill, Tommy doit organiser un vol de véhicules dans une usine pour les Géorgiens dont fait partie la comtesse, tout ceci dans le but de contrer les bolcheviques. Mais les Shelby doivent abattre l’émissaire, qui est en fait un espion à la solde des communistes.
Après avoir fait une visite à l'usine de véhicules BSA, pour compliquer les choses, Tommy est contacté par le Père Hughes appartenant à une société secrète. Il lui donne un rendez-vous avec un aristocrate russe, membre d'une branche cadette de la maison Romanov, à Londres. Sur la route, Tommy fait un passage dans la bibliothèque de sa sœur Ada qui est communiste. Cela déplaît au père Hughes qui lui rendra une petite visite avec Scotland Yard. Tommy demande au Russe de lui payer un supplément pour la mort de l'espion. Ce dernier lui répond qu'il possède des diamants de grandes valeurs dans un coffre qu'il est prêt à lui montrer. Mais l'aristocrate a l'intention de le tuer une fois l'opération terminée.
Le jour du mariage, par jalousie, John Shelby incendie le restaurant du nouveau mari de Lizzie, le fils de Changretta qui est lié à la mafia napolitaine. Le chef de famille Changretta et ami des Sabini demande des explications pour cette rupture de trêve entre eux. Pour éviter une nouvelle guerre des gangs, Polly exige que John s'excuse. Ce dernier refuse et blesse le fils Changretta. Au retour de Tommy, celui-ci déclare la guerre avec les Changretta. Le soir du gala de charité de la Fondation Grace Shelby, le père Hughes, convié à la soirée, profite du moment pour demander à Tommy de faire visiter l'usine à la comtesse pour le lendemain. Tommy rejoint ensuite son épouse. Ils s'échangent quelques mots puis s'embrassent amoureusement. Là surgit un sicaire infiltré en serveur qui pointe un flingue vers Tommy et hurle que c'est de la part des Changretta. Arthur qui a vu l'arme, essaie de bousculer le tueur de tout son corps, ce qui fait dévier le tir. Hélas pour le plus grand malheur de Tommy, c'est Grace qui reçoit la balle. Elle meurt dans les bras de son mari. Pendant que Tommy hurle toute sa douleur, son frère Arthur passe à tabac l’assassin de Grace.
En plein deuil, Tommy charge ses deux frères Arthur et John de se rendre à l'usine pour expulser les communistes, ils doivent ensuite capturer le père Changretta et exécuter sa femme devant lui. Tommy part à ce moment-là faire un voyage de trois jours avec son ami Johnny Dogs au Pays de Galles. Finalement, le vieux Changretta et sa femme sont capturés, puis les deux frères laissent l'épouse partir en Amérique par respect pour celle qui avait été leur institutrice. Changretta est ramené à Birmingham où Tommy, qui vient de rentrer, souhaite le torturer à mort pour venger la mort de sa femme. Finalement, Arthur abat Changretta d'une balle dans la tête pour éviter un carnage, faisant savoir qu'il a désormais changé. La guerre des clans est finie..
Le lendemain, Tommy se rend au dîner chez les aristocrates Petranova auquel est également convié le père Hughes. Tommy explique qu'il a demandé d'expulser les communistes afin de créer une grève générale le soir du vol des véhicules, tout ceci dans le but d'occuper les autorités et faciliter l'opération. Dans le but de masquer le forfait, Tommy fera faire sauter l'usine. Finalement, il ne reste pas au dîner, car il ne supporte pas le prêtre. En effet, il a découvert, grâce à Ada et un homme travaillant pour l'URSS, que le prêtre fournissait les détails de l'opération aux soviétiques. En partant, il en fait part à la comtesse Tatiana en aparté, et lui demande la permission de le tuer.
Le vendredi 11 avril 1924, jour du [vendredi saint], les frères Shelby apprennent la mort de leur père à Boston, assassiné dans un règlement de comptes. Content de sa disparition et en cet honneur, les frères Shelby chassent un cerf et le dégustent. Durant le pique-nique, Tommy fait part de son projet de cambriolage. Pendant ce temps, comme Linda le leur suggère, les femmes qui tiennent la boutique durant l'absence des hommes décident d'entrer en grève, afin de rejoindre les femmes grévistes menées par la syndicaliste Jessie Eden, qui dénonce les conditions déplorables au travail des ouvrières. Quant à Tommy, il reçoit la visite de la comtesse et ils passent la nuit ensemble. Durant la nuit, elle lui révèle que le trésor de sa famille se trouve au sous-sol de la propriété. Comprenant qu'il ne sera pas payé pour l'opération, Tommy planifie un nouveau cambriolage avec ses frères pour voler les diamants. Pour le plan, ils doivent engager un jeune Russe en tant que domestique pour infiltrer les aristocrates russes. Le prix à payer est un pub qui appartenait aux Changretta, mais les femmes veulent être informées du nouveau projet. Entre-temps, Polly, mise au courant par Tommy du prochain meurtre du Père Hughes, se confesse à un prêtre et lui avoue ce projet. Le prêtre confesseur informe donc son confrère de la confession. Ainsi, le père Hughes tend un piège à Tommy et le blesse très gravement, tout en lui faisant savoir qu'il envoie des instructions à l'ambassade soviétique pour le piéger. Il exige qu'il aille s'excuser en présence des Petranova, et annonce des représailles avec l'enlèvement de son fils. Le lendemain, Tommy, toujours blessé, part retrouver les Petranova pour s'excuser auprès du prêtre présent. Il part ensuite chez Ada, qui reçoit un représentant de l'ambassade soviétique, et qu'il avertit que le père Hughes se sert des communistes afin de saboter le cambriolage et obliger le gouvernement britannique à rompre les relations diplomatiques avec eux. Après ses paroles, Tommy s'écroule à cause de ses blessures (dont un traumatisme crânien) et Ada appelle une ambulance. Durant la convalescence de Tommy à l'hôpital, Michael lui confie qu'il avait été agressé sexuellement dans sa jeunesse par le père Hughes et qu'il souhaite par vengeance que ça soit lui qui l'assasine
Trois mois plus tard, tandis que les Peaky Blinders sabotent leurs véhicules sans que les royalistes russes ne s'en rendent compte, Tommy, toujours en convalescence, fait appel aux Lee pour creuser le trou pour le cambriolage des Petranova. Il reçoit la visite d'Alfie Salomons, venu s'excuser de l'arrestation d'Arthur dans la précédente saison et pour participer au cambriolage chez les Russes, afin d'expertiser les diamants du coffre. Tommy, Arthur et John se rendent chez les Russes où ils retrouvent Solomons pour expertiser et sélectionner les bijoux en guise de paiement. Les frères passent la nuit sur place. De retour à Birmingham, les Shelby engagent les anciens sapeurs de la Première Guerre mondiale qui ont servi aux côtés de Tommy pour creuser le tunnel afin d'accéder à la chambre forte des Russes. Au bureau, Polly découvre la balle destinée au Père Hughes, gravée du prénom son fils, ainsi que la raison que c'est Michael qui doit tuer le prêtre.
Le jour de l'inauguration de la Fondation Grace Shelby, le jeune fils de Tommy est kidnappé par le prêtre, qui donne à Tommy 24 heures pour mener l'opération. Étant donné que Tommy a prévenu l'ambassade soviétique du projet, le prêtre exige que ce soient les Peaky Blinders qui fassent sauter le train avec les véhicules, à la place des Soviétiques qui devaient être accusés du forfait pour créer un scandale diplomatique. Pour ne rien arranger, le prêtre, averti du projet de cambriolage chez les Russes, impose également que Tommy lui remette l'intégralité du butin (en particulier l’œuf de Fabergé) pour le compte de son organisation. Tommy comprend que quelqu'un l'a trahi. Tour à tour, il soupçonne l'artiste peintre qui fréquente Polly depuis le mariage, et avec qui elle parle beaucoup (sauf des affaires), et Alfie Solomons qui souhaiterait garder pour lui seul les bijoux. Il découvre que ce dernier l'a trahi mais, pour éviter des représailles entre les clans, il opte pour accuser Palmer, l'homme travaillant pour l'URSS et qui avait informé Ada et Tommy que le prêtre fournissait des renseignements. En réalité, Palmer travaillait pour l'organisation du prêtre et avait infiltré l'ambassade soviétique qui était tenue au courant des opérations par les Shelby. Arthur et John réussissent à obtenir de lui l'adresse où se cache le prêtre avec l'otage et la donnent à Michael avant de partir pour l'usine. Pendant ce temps, Tommy part rejoindre les sapeurs pour prêter main-forte afin de finir le tunnel et le cambriolage avant minuit. La nuit tombée, l'usine se met en grève, et les Peaky Blinders commencent l'opération de cambriolage des véhicules, les chargent sur le train et les font exploser en tuant six personnes. Fou de rage, Tommy creuse très rapidement le tunnel, atteint en très peu de temps la salle des coffres, récupère les bijoux et les remonte à la surface. Le cambriolage est un succès. Pendant ce temps, Michael tue sauvagement le prêtre et sauve le fils de Tommy, mais l'information arrive trop tard à Arthur qui fait sauter le train. Les Shelby sont sauvés. Le lendemain, Tommy retrouve Tatiana pour lui livrer les bijoux contre le paiement comme convenu à la fin de l'opération. Mais la comtesse lui explique qu'elle s'est servie de lui pour voler les bijoux de sa propre famille, et qu'elle s'en va à Vienne.
Plus tard dans la journée, les Shelby se réunissent pour faire le bilan de la fin des opérations (qui ne les ont pas laissés indemnes). Après avoir présenté ses excuses pour ses erreurs, Tommy fait le partage du paiement, puis annonce se lancer dans de nouveaux projets. La réunion se termine par l'arrivée de la police envoyée par l'organisation en représailles. La police arrête Michael Gray pour le meurtre du père Hughes, sa mère Polly pour le meurtre de Chester Campbell (vu à la fin de la saison précédente), Arthur et John Shelby pour l'explosion du train et les morts qui s'ensuivirent. L'organisation ayant des membres dans les hautes sphères de la société britannique, Tommy contacte le gouvernement pour obtenir la libéreration de sa famille.

#### Liste des épisodes
| Titre     | Réalisation  | Scénario      | Diffusion originale | Audience au Royaume-Uni (en millions) |
| --------- | ------------ | ------------- | ------------------- | ------------------------------------- |
| Épisode 1 | Tim Mielants | Steven Knight | 5 mai 2016          | 2,95                                  |
| Épisode 2 | Tim Mielants | Steven Knight | 12 mai 2016         | 2,43                                  |
| Épisode 3 | Tim Mielants | Steven Knight | 19 mai 2016         | 2,20                                  |
| Épisode 4 | Tim Mielants | Steven Knight | 26 mai 2016         | 2,19                                  |
| Épisode 5 | Tim Mielants | Steven Knight | 2 juin 2016         | 2,24                                  |
| Épisode 6 | Tim Mielants | Steven Knight | 9 juin 2016         | 2,27                                  |

### Quatrième saison (2017)
Noël 1925, un an après que le clan Shelby a failli être pendu en réaction à l'affaire avec les Russes, Tommy est désormais un homme d'affaires respectable à la tête de son entreprise florissant qui regroupe de nombreuses usines, dont celles de son quartier de Small Heath à Birmingham. Il rencontre des soucis car la syndicaliste Jessie Eden menace de lancer la grève dans ses usines s'il n'augmente pas le salaire des ouvrières pour être équitables avec les ouvriers. De plus, Tommy a tourné le dos au reste de sa famille, à l'exception de son cousin Michael, désormais son comptable dans son entreprise. Michael essaie d'aider sa mère qui, depuis la pendaison, vit cloitrée chez elle et est accro à l'alcool et aux médicaments. Pendant ce temps, Arthur et John mènent chacun une vie tranquille à la campagne avec leurs épouses respectives et leurs enfants. Ada, qui vit à Boston, revient voir la famille à Birmingham pour Noël et espère qu'ils se réconcilient. Mais à ce moment-là, les membres de la famille reçoivent une lettre comportant une main noire de la part de Luca Changretta. Ce dernier fait partie de la mafia italienne et veut venger son père (tué par Arthur dans l'épisode 3 de la saison 3) en exterminant toute la famille Shelby. Tommy convoque toute la famille pour le lendemain de Noël dans leur quartier de Small Heath où ils comptent se réfugier et monter un plan pour le contrer. Mais le soir de Noël, Tommy découvre qu'un tueur italien s'est infiltré dans sa cuisine et, après l'avoir éliminé, il réunit en urgence la famille pour le matin suivant. Il envoie Michael chercher John chez lui, mais à ce moment-là, les mafieux tuent John Shelby et blessent gravement son cousin Michael Gray. 
Après la mort de John, Esme quitte avec ses enfants la famille Shelby non sans la maudire. Le clan Shelby se réinstalle dans leur quartier de Small Heath. Tommy obtient l'accord de la famille pour partir en guerre contre Luca Changretta avec l'aide de leurs soutiens, et va demander de l'aide à la bande sauvage d'Aberama Gold qui n'est pas apprécié par certains. Le premier acte de la contre-attaque a lieu lors des obsèques de John où la bande d'Aberama tendent un piège pour éliminer deux tueurs italiens. Polly désapprouve le guet-apens mais Michael, toujours à l'hôpital, lui demande de rester conseiller Tommy. Lors du déjeuner de Noël sur les docks, Tommy, suivant les conseils de Polly, demande à Aberama Gold ce qu'il veut vraiment de lui. Celui-ci demande, en effet, à Tommy de sponsoriser son fils David dans les combats de boxe. Après un combat de test, Tommy accepte, faisant du fils d'Aberama un Peaky Blinder et projette de gérer les paris de boxe. De retour à l'usine, Tommy, qui a baissé les salaires des ouvriers masculins pour plus de parité, autorise Jessie à lancer la grève dans ses usines à la grande surprise de cette dernière. Quelques instants plus tard, il reçoit la visite de Luca Changretta dans son bureau et tous deux se mettent d'accord : la vendetta basée sur le code d'honneur a commencé et Tommy sera le dernier à mourir après le reste de sa famille.
Tommy réorganise la direction de son entreprise en nommant Arthur vice-président et Polly trésorière. Tommy convoque ainsi le premier conseil d'administration pour autoriser l'élimination du clan Changretta par la bande d'Aberama Gold au détriment d'Arthur - qui est étrangement absent de la réunion. En effet, le vice-président reçoit la visite érotique de Linda dans son bureau, puis il élimine deux tueurs italiens - entrés par la porte de derrière de l'usine restée ouverte - qui l'ont pris pour cible. Après l'incident, il est furieux d'apprendre qu'il a été empêché par Linda et Polly de participer à la réunion et qu'il est écarté de son projet de meurtre de Changretta. Luca Changretta, furieux de n'avoir pas pu obtenir la mort d'Arthur, décide de faire appel à madame Ross (son fils ayant été tué par Arthur dans une crise de rage lors d'un combat de boxe dans la saison 2) pour piéger Arthur. Tommy interroge le contre-maître et celui-ci, apeuré par les Shelby, veut s'enfuir à Glascow, ce que Tommy refuse. Le soir suivant, Tommy rend visite à Jessie Eden pour identifier d'éventuels membres du parti communiste. Tous deux, bien renseignés sur l'autre, sympathisent. Au matin suivant, Arthur, convaincu par Linda, tire la balle qu'il avait dédiée à Luca dans un mur. Le clan Shelby est surpris de voir Linda vouloir désormais travailler pour enregistrer les paris, alors qu'elle y était jusqu'à présent opposée. Elle organise avec Polly le dépucelage de Finn qui supervise exceptionnellement les paris. De son côté, Tommy se remémore sa première compagne décédée avant la guerre (évoquée le soir précédent par Jessie) avec Lizzie avant de s'embrasser. Polly rencontre Luca Changretta dans un bar bondé pour lui demander d'épargner Arthur, Finn, Michael et elle en lui livrant Tommy. Celui-ci semble accepter.
Madame Ross invite Arthur à venir chez elle dans la cité ouvrière pour rendre hommage à son fils décédé. C'est en réalité un piège tendu par les Italiens dans le cadre de la vendetta, et les Peaky Blinders organisent en amont une embuscade dans la cité. Mais rien ne se passe comme prévu : le rendez-vous avec madame Ross est un leurre, la véritable cible de Changretta est Michael, toujours à l'hôpital. Le mafieux épargne cependant sa victime, ayant un accord avec sa mère Polly. Peu après, Changretta tombe dans un guet-apens tendu par la bande d'Aberama Gold duquel il s'échappe. Tommy, déçu qu'Aberama ait manqué Luca Changretta, organise néanmoins un combat pour le fils de son nouvel ami avec Goliath, le boxeur d'Alfie Solomons. Tandis que la grève devient plus importante à Birmingham, Tommy reçoit la visite de May Carleton pour affaire et en profite pour l'inviter à rester à goûter le gin qu'il fabrique et qu'il compte exporter aux Etats-Unis. Cependant, elle refuse de rester à la grande déception de Tommy. Pendant ce temps, Lizzie découvre qu'elle est enceinte de Tommy. Finn s'installe dans l'appartement de madame Ross (qui s'est enfuie après l'embuscade). Dans le cadre de l'accord passé avec Luca, Polly "organise" un rendez-vous pour Tommy, auquel il se rend, suivi par les Italiens...
Le "rendez-vous" de Tommy avec les Changretta a lieu dans la cité ouvrière, un véritable labyrinthe que Tommy utilise pour tuer trois des tueurs italiens. Luca comprend qu'il a été trahi par Polly avec qui Tommy a conçu ce plan pour piéger les italiens. Mais lorsque Tommy et Luca se retrouvent face à face, la police intervient pour déjouer le piège de Tommy. Le policier Moss arrête d'aider les Peaky Blinders par peur des représailles de l'armée. Les Shelby décident de cacher Michael dans le campement d'Aberama Gold. Polly déjeune en extérieur avec Aberama et tous deux s'embrassent. Les militaires menés par le colonel Ben Younger sont envoyés à Birmingham pour arrêter Ada, celle-ci étant sur la liste des suspects pouvant mettre en place une révolution communiste, bien qu'elle n'en fasse plus partie. Celle-ci, relâchée, apprend que le colonel est un ami de Tommy et ce dernier doit se rapprocher de Jessie Eden pour aider son ami à arrêter les communistes. Tommy invite Jessie à diner en échange de ses revendications pour mettre fin à la grève. Après l'échec de la tentative d'assassinat, Luca se rend à Londres chez Alfie Solomons pour lui demander de trahir les Shelby en l'aidant dans sa vendetta. Il accepte à contre-cœur en lui faisant lourdement payer, sachant qu'il signe son arrêt de mort. C'est ainsi que commence le combat de boxe entre Goliath et David Aberama...
Le combat de boxe a commencé. Alfie annonce à Tommy qu'il se retire dans une maison en bord de mer à Margate et s'en va avant la fin du combat. Durant le combat qui verra la victoire de David sur Goliath comme prévu, Arthur, agacé par le manque de professionnalisme des deux soigneurs du boxeur de Solomons, en suit un qui s'éloigne du ring, mais celui-ci, tueur expérimenté de Changretta, étrangle Arthur avant d'être abattu par Tommy. Celui-ci informe Polly de l'incident, puis tue le second "soigneur" (autre tueur de Changretta) avant d'annoncer publiquement la mort d'Arthur. Le lendemain, Michael est envoyé par Tommy à New York pour des affaires, puis passe un appel à New York. Après les obsèques d'Arthur, la mère de Changretta est venue expliquer à Tommy qu'il a perdu la vendetta. Luca passe à l'action en récupérant les affaires de Solomons, qui s'est enfui après sa trahison, avant de se rendre à Birmingham pour finir la vendetta et faire main basse sur les affaires gérées par les Peaky Blinders. Lors de la rencontre finale, la situation se retourne contre Changretta : Les Shelby ont trouvé de nouveaux associés (qui récupèrent le territoire américain de Changretta) pour l'exportation du gin qu'ils produisent vers les Etats-Unis en pleine prohibition, ce qui relancent leur affaires. Tommy profite de cette association et de la « fausse » mort d'Arthur (bien vivant, son frère ayant décidé de le faire passer pour mort) pour éliminer la menace italienne et agrandir son territoire. Arthur réapparaît et tue Luca Changretta d'une balle dans la tête. Les Peaky Blinders ont gagné. A la demande de la fratrie, Tommy leur laisse les rênes des affaires pour prendre des vacances. Puis Tommy se rend à Margate pour tirer sur Alfie Solomons retiré des affaires à Margate, après que celui-ci ait fait part de son cancer. Après trois mois de vacances, ne supportant pas de n'être plus en guerre, il entame un nouveau combat. Tout d'abord, il décide de suivre le combat de Jessie avec qui il a une relation, ce qui lui permet de rencontrer les révolutionnaires communistes. Après avoir dénoncé un agent soviétique qui préparait une révolution communiste à Birmingham lors de la grève générale, il se lance dans la politique en se présentant comme député aux élections législatives. Un an plus tard, à l'annonce des résultats où il gagne, il descend les escaliers avec sa nouvelle femme Lizzie et leur fille Ruby.

#### Liste des épisodes
Diffusée du 15 novembre au 20 décembre 2017 sur BBC Two, au Royaume-Uni ; les 18 et 19 janvier 2018 sur Arte, en France.
- Épisode 1 - La corde au cou (The Noose)
- Épisode 2 - Sauvages (Heathens)
- Épisode 3 - Blackbird
- Épisode 4 - Dangereuse (Dangerous)
- Épisode 5 - Le duel (The Duel)
- Épisode 6 - La société (The Company)

| Épisode | Titre           | Titre original | Réalisation   | Scénario      | Diffusion originale | Audience au Royaume-Uni (en millions) |
| ------- | --------------- | -------------- | ------------- | ------------- | ------------------- | ------------------------------------- |
| 1       | La corde au cou | The Noose      | David Caffrey | Steven Knight | 15 novembre 2017    | 4,12                                  |
| 2       | Sauvages        | Heathens       | David Caffrey | Steven Knight | 22 novembre 2017    | 3,86                                  |
| 3       | Blackbird       | Blackbird      | David Caffrey | Steven Knight | 29 novembre 2017    | 3,96                                  |
| 4       | Dangereuse      | Dangerous      | David Caffrey | Steven Knight | 6 décembre 2017     | 3,87                                  |
| 5       | Le duel         | The Duel       | David Caffrey | Steven Knight | 13 décembre 2017    | 4,06                                  |
| 6       | La société      | The Company    | David Caffrey | Steven Knight | 20 décembre 2017    | 4,44                                  |

### Cinquième saison (2019)
Le 29 octobre 1929, le krach boursier touche les affaires américaines des Shelby supervisées par Michael Gray. Tommy, devenu député, et Arthur, PDG de l'entreprise Shelby, chargent leur frère Finn et leur ami Aberama Gold de tuer un proxénète d'enfants faisant chanter des hommes politiques en échange de fortes sommes d'argent. Finn est touché d'une balle dans le bras durant l'opération, provoquant des tensions dans la famille qui devait rester en dehors de la sale besogne. Tommy est approché en politique par le futur leader d'un parti fasciste, Oswald Mosley. Celui-ci, qui sait tout de lui, fait pression afin de créer une alliance pour conquérir la circonscription de Birmingham (celle de Tommy). Le meurtre d'un journaliste homosexuel n'arrange pas les choses. En effet, avec la crise politique et financière, la classe ouvrière se rapproche autant des idées politiques du fascisme que du communisme. Tommy charge le colonel Ben Younger (qui fréquente sa sœur Ada enceinte de lui) d'enquêter sur les relations d'Oswald Mosley.
Michael, désormais marié et futur père, retourne à Birmingham. Il y reçoit un accueil glacial en raison du fait qu'il n'a pas vendu les actions avant le krach comme le lui avait ordonné Tommy, et qu'il a fait une mauvaise rencontre à Belfast avec le gang d'Ulster. La famille compte désormais un nouvel ennemi : le gang des Billy Boys menés par Jimmy McCavern, originaire des quartiers est de Glasgow. Ces derniers cherchent à agrandir leur territoire en allant conquérir celui des Peaky Blinders, tout en partageant les idées fascistes avec la population. Après une première tentative d'intimidation dans le champ du domaine de Tommy Shelby transformé en champ de mines, les Billy Boys s'en prennent à Aberama Gold en le blessant et en tuant son fils sous ses yeux. En convalescence, il part en expédition punitive en Écosse, contrairement à ce que souhaitent les Shelby qui préfèrent agir avec un plan bien précis. Après un premier coup d'éclat contre le gang fasciste écossais, Aberama est sauvé et ramené à Birmingham par Arthur Shelby. Jimmy McCavern décide de partir en guerre contre Tommy Shelby. Arthur connaît de gros soucis de couple, car sa femme Linda est en train de le quitter pour s'éloigner du monde des gangsters qui est en contradiction avec ses valeurs.
Par la suite, Tommy décide de proposer une trêve à Jimmy McCavern afin de se lancer dans un nouveau partenariat commercial. Pendant ce temps-là, Finn se lance avec un ancien footballeur, Billy Grade, dans les paris truqués des matchs de football dans le but de se relancer. L'accord entre McCavern et les Shelby déplait à Aberama Gold, qui se voit empêché de se venger. Tommy lui propose de remettre à plus tard sa vengeance en échange d’un mariage avec Polly Gray, dont il est amoureux. Entre-temps, le Chinois, censé être mort en début de saison (en réalité, c'était un homme de main), vient proposer un arrangement à Tommy. Celui-ci propose d'écouler de l'opium venant de Chine vers les États-Unis en passant par les canaux de Birmingham pour une somme de 250 000 livres. L'affaire est confiée à Michael. Tommy s'accorde avec McCavern pour lui vendre une partie de l'opium du Chinois sans que ce dernier se rende compte de la supercherie. Cependant, Tommy veut que ce soit Mosley qui se porte garant du chèque de l'Écossais. Tommy organise ensuite une fête en l'honneur de sa femme Lizzy avec qui il a connu une période de turbulence avant de se réconcilier. Toute la famille, les amis ainsi que le député Mosley sont invités. Durant la soirée, Tommy arrive à convaincre Mosley de se porter garant du chèque de son « ami » McCavern dans une transaction de distillerie de gin (officiellement). Cette opération est montée par Tommy afin de prouver un éventuel lien entre le fasciste et les Billy Boys (avec complicité involontaire de trafic d'opium).
Ayant la preuve, Tommy Shelby remet le document au colonel Ben Younger. Mais ce dernier meurt dans l'explosion de sa voiture piégée, tuant également un enfant au passage devant le bureau du député. Choqué, Tommy annonce la triste nouvelle à Ada, et lui dit que c'est peut-être le renseignement informé par une source qui a piégé la voiture. Pendant ce temps, les Shelby arrivent à Londres pour retrouver le Chinois afin de charger la cargaison. Mais ils tombent dans un guet-apens tendu par un gang irlandais (les mêmes qui avaient intercepté Michael à Belfast) qu'Arthur n'a aucune difficulté à mettre en déroute, ce qui leur permet de retourner à Birmingham avec la marchandise. À ce moment-là, les Peaky Blinders comprennent qu'il y a une taupe dans leur entourage.
Le plan de Tommy Shelby est fin prêt : le 1er janvier 1930, Oswald Mosley organise un meeting pour officialiser la création de son parti fasciste, accompagné de Tommy. Une manifestation des communistes se déroulant à l'entrée de la salle occupera la sécurité, pendant qu'Oswald sera abattu par un ancien camarade de Tommy (ayant combattu lors de la Première Guerre mondiale et qui vient juste de sortir de l'asile psychiatrique). Puis Tommy Shelby montera sur scène pour prendre la tête du parti afin d'étouffer le message, et les Billy Boys se feront à leur tour tuer par Arthur et Aberama Gold. En attendant, Tommy organise une réunion au bar durant laquelle ont lieu les fiançailles de Polly et d'Aberama Gold, les obsèques du colonel Younger et la restructuration de l'entreprise Shelby aux États-Unis par Michael, qui met les deux frères Shelby sur la touche. La réunion se termine avec l'exécution du traître qui travaillait pour le gang d'Ulster et qui n'est autre que Micky, le patron du bar. Celui-ci était au courant du rendez-vous entre Arthur et le Chinois, pour charger l'opium à Londres, et des échanges d'informations entre Tommy et Younger conduisant à la mort de ce dernier.
Tommy se rend à Margate pour rendre visite à son ami Alfie Solomons, laissé pour mort lors de leur dernière rencontre, mais toujours bien vivant. Il lui demande son aide afin d'organiser une émeute le soir du meeting avec les communistes. Le jour du meeting, Finn dévoile innocemment à Billy Grade qu'un fasciste va être assassiné et ce dernier, une fois seul, passe un appel téléphonique. À la suite de cela, le soir du meeting, le plan de Tommy ne se déroule pas comme prévu : McCavern a été informé du projet de meurtre, le tireur est abattu et Aberama Gold est poignardé à mort par les Billy Boys. Tommy, fou de rage de voir son plan échouer, cherche désespérément le nouveau traître. Pour la première fois, les Shelby semblent avoir trouvé plus fort qu'eux.

#### Liste des épisodes
| Épisode | Titre           | Titre original | Réalisation   | Scénario      | Diffusion originale | Audience au Royaume-Uni (en millions) |
| ------- | --------------- | -------------- | ------------- | ------------- | ------------------- | ------------------------------------- |
| 1       | Le mardi noir   | Black Tuesday  | Anthony Byrne | Steven Knight | 25 août 2019        | 7,41                                  |
| 2       | Mauvais augures | Black Cats     | Anthony Byrne | Steven Knight | 26 août 2019        | 7,22                                  |
| 3       | Stratégies      | Strategy       | Anthony Byrne | Steven Knight | 1er septembre 2019  | 7,18                                  |
| 4       | La boucle       | The Loop       | Anthony Byrne | Steven Knight | 8 septembre 2019    | 7,28                                  |
| 5       | Boum            | The Shock      | Anthony Byrne | Steven Knight | 15 septembre 2019   | 6,79                                  |
| 6       | Monsieur Jones  | Mr Jones       | Anthony Byrne | Steven Knight | 22 septembre 2019   | 7,30                                  |

### Sixième saison (2022)
Après sa tentative de suicide empéchée par son frère Arthur, Tommy reçoit un appel de la capitaine Swing qui s'attribue le mérite d'avoir déjoué la tentative d'assassinat de Mosley. Elle rend les corps de Polly, Aberama et Barney, qui ont été tués lors de la tentative d'assassinat. Toute la famille Shelby se réunit pour les funérailles de Polly avec Michael jurant de se venger de Tommy pour son rôle dans la mort de Polly. Quatre ans plus tard, le 5 décembre 1933, jour de la fin de la prohibition, Tommy, désormais sobre, organise une rencontre avec Michael et des associés commerciaux de Jack Nelson, un chef de gang du sud de Boston et l'oncle de Gina sur l'île de Miquelon. Après des pourparlers infructueux pour reprendre les affaires dans l'opium, Tommy envoie Michael en prison pour possession d'opium. Pendant ce temps, de retour à Small Heath (en), la toxicomanie d'Arthur continue de monter en flèche après la mort de Polly. Plus tard, Tommy est appelé par Lizzie qui annonce qu'elle, Charles et leur fille Ruby ne peuvent pas voyager au Canada en raison de la maladie soudaine de Ruby. Croyant que sa maladie est un message lié aux gitans, Tommy décide de retourner en Angleterre.
Tommy, toujours député travailliste, est informé que Ruby se remet. Il a une crise dans la salle de bain et Lizzie le presse de voir un médecin, mais il refuse. Après que Jack Nelson a exprimé son intérêt à rencontrer les fascistes, Tommy voit une chance dans une alliance avec le capitaine Swing. Il rend visite à Alfie et annonce la mort de son oncle au Cotton Club aux mains du gang de Jack Nelson et lui propose la vente de 5 tonnes d'opium. Après une rencontre tendue avec Mosley et Diana Mitford, Tommy rencontre Jack Nelson et accepte de fournir des contacts politiques influents d'Angleterre en échange de la distribution d'opium par son gang. Tommy est informé que Ruby est à nouveau malade et décide de contacter Esme.
Alors que Ruby est atteinte de phtisie, Tommy part à la recherche de la source de la malédiction qui, selon lui, a été infligée à sa famille et finit par retrouver Esme. Ada reprend le rôle de Tommy à Birmingham et rencontre Mosley, Diana, Jack Nelson et Gina. À la suite de cette rencontre, Ada envoie Arthur à Liverpool pour affronter Hayden Stagg mais finit par être rabaissé ; alors que Stagg confronte davantage Arthur à propos de l'état de sa propre santé mentale, Arthur s'en va. Tommy découvre que la personne à qui il a donné le saphir maudit, qui appartenait autrefois à Grace - décédée après que Tommy le lui a offert dix ans plus tôt - avait une fille décédée à l'âge de sept ans, incitant Tommy à croire que c'était cette femme qui avait maudit Ruby en revanche. Tommy retourne à Birmingham et se rend directement à l'hôpital où se trouve Ruby. Lizzie le rencontre à l'entrée pour lui dire que le traitement aux sels d'or n'a pas fonctionné et que Ruby est décédée.
Alors que la famille Shelby est en deuil, Tommy se venge en assassinant la famille de la femme qui aurait maudit Ruby. Affolé de chagrin, Tommy ignore les lettres de son médecin personnel alors que sa relation avec Lizzie se tend encore plus. Ada est la cible des nazis et la dépendance d'Arthur continue de monter en flèche ; Tommy se remet à boire. La rencontre entre Tommy, Mosley, Diana, Jack Nelson et le capitaine Swing a lieu : Jack Nelson accepte de laisser Tommy faire le commerce de l'opium à Boston alors qu'il obtient des informations de Mosley sur l'avenir politique de l'Angleterre et convient avec le capitaine Swing que la classe ouvrière irlandaise peut être transformée. Tommy rencontre enfin son médecin et apprend qu'après avoir été en contact avec Ruby alors qu'elle était malade, il a développé un tuberculome inopérable et qu'il ne lui reste plus qu'entre 1 an et 18 mois à vivre. L'épisode se termine avec Tommy parlant à Polly lui demandant de lui donner le temps dont il a besoin pour faire ce qu'il doit faire.
Tommy s'occupe de l'entreprise chinoise qui a rendu Arthur accro à l'opium en entrant dans leur magasin, en prenant leurs drogues restantes et en les jetant dans le canal avec une bombe. Il présente son fils nouvellement retrouvé, Erasmus « Duke » Shelby, lors d'une réunion de famille, au dégoût de Lizzie. Linda revient, voulant aider Arthur à se racheter une fois pour toutes, tandis qu'Arthur force Billy à tuer un arbitre qui ne veut pas prendre leurs pots-de-vin. Billy est menacé par Jack Nelson et devient son informateur pour qu'à terme, il puisse lui livrer Arthur. Tommy couche avec Diana en guise de paiement pour la cause de Diana. Finalement, elle arrive à la maison de la famille Shelby avec Mosley et dit à Lizzie que Tommy lui a été déloyal dans un acte purement conçu pour la séparer de Tommy, Mosley estimant que Tommy mérite mieux qu'elle s'il veut progresser dans le monde. Enfin, Michael rencontre un prêtre en prison qui lui dit qu'il peut partir s'il répond à une question, Michael répond qu'il a consulté Polly d'outre-tombe et dit qu'il va tuer Tommy.
Lizzie quitte finalement Tommy après sa liaison avec Diana, emmenant Charles avec elle. Tommy demande au reste des Peaky Blinders de démanteler sa maison et donne de fausses informations à l'informateur Billy pour attirer l'IRA dans un piège ; Duke tue finalement Billy après que Finn ait refusé de le faire. Le capitaine Swing et d'autres assassins de l'IRA se rendent au pub Garrison pour tuer Arthur, mais sont tués après une fusillade ainsi qu'une attaque au gaz de combat sur Garrison Lane, vengeant la mort de Polly. Sur l'île de Miquelon, Tommy rencontre Michael, qui vient de sortir de prison. Johnny Dogs déplace une bombe de la voiture destinée à Tommy, laquelle après la réunion tue les associés de Michael. Tommy abat ensuite Michael, réalisant la prédiction de Polly. Un mois après avoir dit au revoir à la famille Shelby, seul, Tommy se prépare à se suicider. Mais après avoir eu une vision de Ruby, et vu dans une photographie dans un journal partiellement brûlé, son médecin personnel au mariage de Mosley et Diana à Berlin, Tommy se rend compte qu'il a reçu un faux diagnostic de tuberculome inopérable. Tommy part se venger de son médecin, mais finit par l'épargner. Après être revenu et avoir vu brûler sa caravane et ses biens restants, Tommy s'éloigne, à cheval.

#### Liste des épisodes
Diffusée du 27 février 2022 au 3 avril 2022 sur BBC One et le 3 avril 2022 sur Netflix.
1. Une journée bien noire (Black Day)
2. Équivoque (Black Shirt)
3. L'Or (Gold)
4. Le Saphir bleu (Sapphire)
5. La Rédemption ou l'enfer (The Road to Hell)
6. Les Vagabonds et les Voleurs (Lock and Key)

| Épisode | Titre                        | Titre original   | Réalisation   | Scénario      | Diffusion originale | Audience au Royaume-Uni (en millions) |
| ------- | ---------------------------- | ---------------- | ------------- | ------------- | ------------------- | ------------------------------------- |
| 1       | Une journée bien noire       | Black Day        | Anthony Byrne | Steven Knight | 27 février 2022     | 6,58                                  |
| 2       | Équivoque                    | Black Shirt      | Anthony Byrne | Steven Knight | 6 mars 2022         | 5,96                                  |
| 3       | L'or                         | Gold             | Anthony Byrne | Steven Knight | 13 mars 2022        | 5,08                                  |
| 4       | Le saphir bleu               | Sapphire         | Anthony Byrne | Steven Knight | 20 mars 2022        | 4,70                                  |
| 5       | La rédemption ou l'enfer     | The Road to Hell | Anthony Byrne | Steven Knight | 27 mars 2022        | 5,01                                  |
| 6       | Les vagabonds et les voleurs | Lock and Key     | Anthony Byrne | Steven Knight | 3 avril 2022        | 5,20                                  |

## Musique
Le thème s’appelle Red Right Hand, de Nick Cave & The Bad Seeds une chanson parue initialement en 1994 sur l'album Let Love In.

## Accueil
Peaky Blinders a été largement bien accueillie. La série a notamment été félicitée pour son style cinématographique et pour les interprétations charismatiques de ses acteurs, ainsi que pour avoir lorgné sur une partie de l'histoire britannique rarement explorée à la télévision,. The Guardian écrit que la série est captivante : « [c'est] un conte en perpétuel mouvement sur une bande de gangsters dans un Birmingham d'entre Deux-Guerres », saluant au passage le « plus-que-cool Tommy Shelby » interprété par Cillian Murphy et les « interprétations brillantes » du reste de la distribution. Dans The Telegraph, un critique note la série 4/5 et salue son originalité et le fait qu'elle ait « rassemblé toutes nos attentes pour les renverser complètement. » Le magazine TV Times ajoute que Peaky Blinders a « réussi à cocher plusieurs cases – drame historique, film de gangster, stars de cinéma – tout en évitant leurs écueils respectifs de la plus intéressante des façons. »

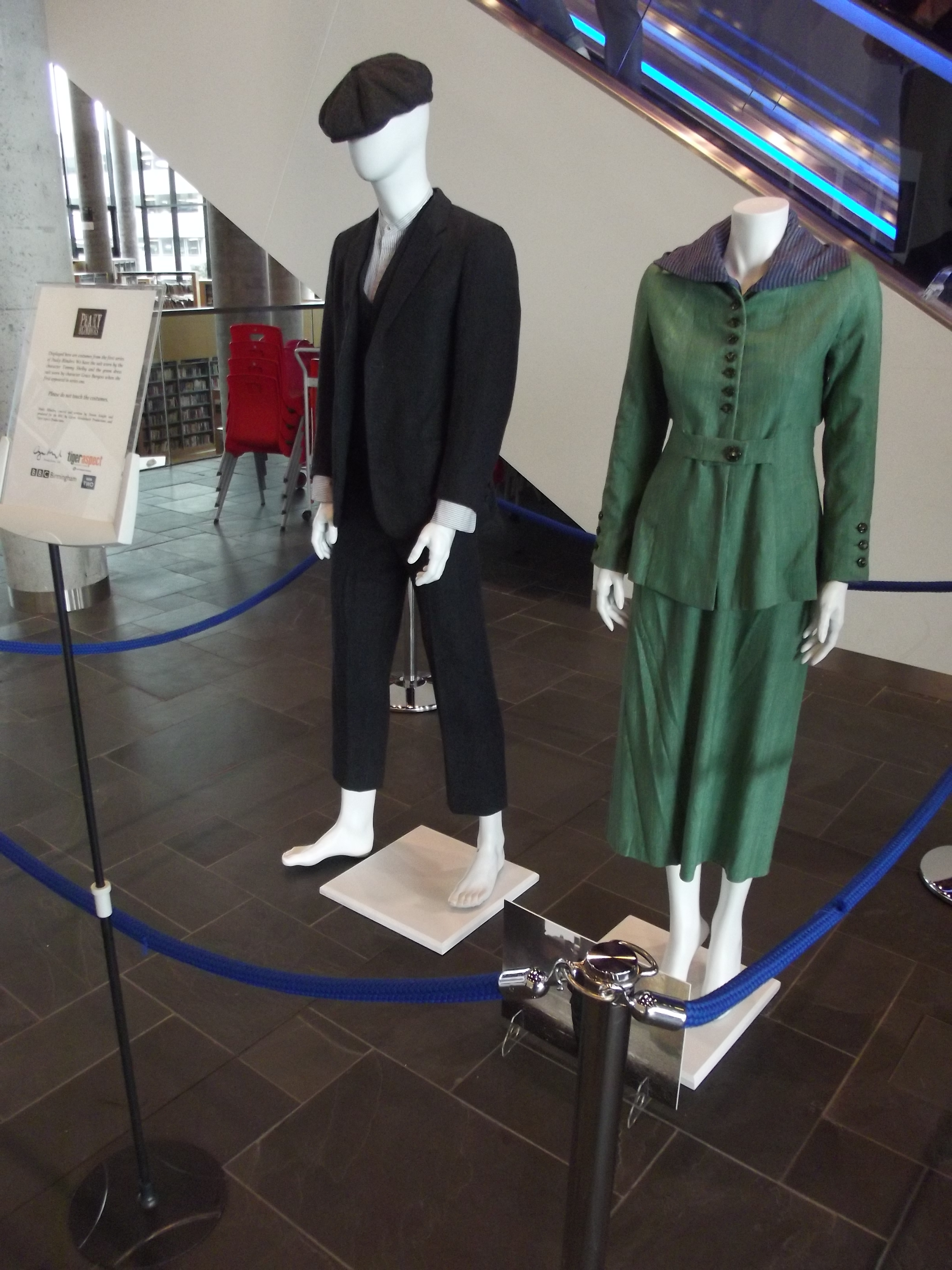
Costumes des acteurs à Birmingham.

Plusieurs critiques ont comparé Peaky Blinders à la série américaine Boardwalk Empire ou au film Gangs of New York avec lesquels elle partage les mêmes thèmes et le même contexte historique,,,.

## Film
À la suite de l'annonce que la sixième saison serait la dernière, Knight a précisé qu'après la pause de production d'un an en 2020, il avait été décidé de produire un long métrage à la place d'une septième série télévisée, avec d'autres séries télévisées connectées qui pourraient suivre.
En juin 2024, le film de Peaky Blinders est confirmé par Netflix avec Cillian Murphy reprenant son rôle de Thomas Shelby. Le tournage a lieu de septembre 2024 à décembre 2024 sous le titre The Immortal Man. Le film sera disponible sur la plate-forme fin 2025.

## Danse
En septembre 2022, Rambert Dance Company présente une production de danse basée sur la série intitulée Peaky Blinders : The Redemption of Thomas Shelby réalisée et chorégraphiée par Benoit Swan Pouffer, écrite par Knight. La première a lieu à l'hippodrome de Birmingham, avant de partir en tournée au Royaume-Uni.
Le spectacle est présenté en France à La Seine Musicale à Paris en mars 2025,.

## Distinctions

### Récompenses
- Festival international des programmes audiovisuels de Biarritz 2014 :
  - FIPA d'or du meilleur acteur de série pour Cillian Murphy
  - FIPA d'or de la meilleure actrice de série pour Helen McCrory
  - FIPA d'or de la meilleure musique pour Martin Phipps
- British Academy Television Craft Awards 2014 : meilleure réalisation pour Otto Bathurst
- Royal Television Society Awards 2014 :
  - Meilleure série dramatique
  - Meilleurs costumes

### Nominations
- British Academy Television Craft Awards 2014 : 
  - Meilleurs effets visuels
  - Meilleur son

- Golden Reel Awards 2015 : meilleur montage de son

### Revue de presse
- Cédric Melon, « Guerre des gangs », hebdomadaire, Télécâble Sat Hebdo, no 1445,‎ 8 janvier 2018, p. 10 (ISSN 1630-6511)